# Бальцар фон Платен
Бальцар фон Платен (швед. Baltzar von Platen, 24 лютого 1898 — 29 квітня 1984, Італія (похований в Істаді, Швеція)) — шведський інженер, винахідник і підприємець. 

## Біографія
Народився у Мальме. Вивчав математику, фізику та астрономію в Лундському університеті. 
Під час навчання в Королівському технологічному інституті в Стокгольмі разом з однокурсником Карлом Мунтерсом в 1922 році винайшов перший у світі абсорбційний холодильник, який був запатентований в 1923 році. 
У 1925 році винахідники отримали премію Полгейма. У тому ж році засновник компанії Electrolux А. Веннер-Грен побачив значний потенціал в розробці Карла Мунтерса і Бальцера фон Платена і вклав в неї власні кошти. Так з'явився перший у світі абсорбційний холодильник, який працював на газі, гасі або електриці. Вже до 1936 року Electrolux виробила свій мільйонний холодильник.
У 1925 році вони продали патентні права А. Веннер-Грену, за які отримали 560 000 шведських крон і роялті близько 0,50 шведських крон за кожен проданий холодильник. До 1927 року Б. фон Платен і Карл Мунтерс працювали над вдосконаленням свого винаходу. 
У 1930-х роках Б. фон Платен займався створенням пресу для виробництва штучних алмазів. 
Помер в Італії й був похований в Істаді. 